# Ryke Geerd Hamer
Ryke Geerd Hamer   (Mettmann, 17 de maig de 1935 - Sandefjord, 2 de juliol de 2017), fou un metge alemany conegut com a fundador de la Nova Medicina Germànica, altrament anomenada com a mètode Hamer, un tipus de medicina alternativa avui dia sense el suport general de la comunitat mèdica.

## Biografia
L'any 1963 Hamer obtingué el seu doctorat en Medicina Pràctica i exercí la seva professió durant diversos anys a la clínica universitària de Tübingen, i a continuació a Heidelberg.
El 8 d'agost de 1978, Dirk, el fill de Hamer, va ser ferit accidentalment per una bala disparada pel príncep Victor Manuel de Savoia mentre dormia sobre un iot a prop de l'illa de Cavallo i va morir a causa d'aquelles ferides el 7 de desembre del mateix any.
Poc temps després de la mort del seu fill Dirk, Ryke Geerd Hamer va ser diagnosticat d'un càncer testicular. Arran d'això, va investigar si els pacients que tenien aquest càncer no haurien patit abans, com ell, un xoc psicològic.
L'octubre de 1981, mentre era metge intern cap d'una clínica del càncer de Baviera, va afirmar haver trobat «un nou sistema per a […] l'aparició, la localització i el desenvolupament del càncer»: que l'anomena el síndrome Dirk Hamer (DHS). Poc després se li va demanar d'abandonar la clínica.
Li fou retirada l'autorització de practicar la medicina el 8 d'abril de 1986 després d'un judici a Alemanya. La decisió va subratllar que el motiu era l'«estructura de personalitat particular» de Hamer, que no el feia apte per a respectar l'ètica de la seva professió i a posar-se en causa, i no per les tesis que defensava per si mateixes En tot cas, va continuar practicant la professió, circumstància que va portar-lo a ser empresonat a Alemanya durant 12 mesos des del 1997 al 1998, i a continuació a França, a Fleury-Mérogis, del setembre del 2004 al febrer 2006 (va rebre un permís condicional de la seva pena de 3 anys). A partir del març de 2007 va exiliar-se a Espanya, on diferents facultatius mèdics van fer-lo responsable de la mort de desenes de persones.

## Postulats de la Nova Medicina Germànica
Segons Ryke Geerd Hamer, la malaltia seguiria «5 lleis biològiques»:
1. tot càncer, o malaltia equivalent, resulta d'un xoc anímic viscut en aïllament; aquesta alteració visible a l'escàner cerebral es manifesta per una alteració visible al nivell del cervell: la llar de Hamer;[8]
2. la fase de «conflictòlisi» (solució del conflicte): la «vagotonia» que engendra l'aparició d'un edema cerebral;
3. la localització del relleu cerebral específic a l'òrgan s'opera;
4. s'estableix la connexió en relació amb el sistema ontogenètic dels microbis;
5. la llei de comprensió del sentit comú biològic és un «programa especial de la naturalesa».

La localització del càncer en un òrgan concret correspondria a un tipus d'estrès psicològic: conflicte mare-fill, pèrdua de confiança, decepció sexual, pèrdua del fill, etc. Segons les seves investigacions, la correspondència vivència-cervell-símptoma seria verificada amb una probabilitat de 90%.

## Polèmiques

### El cas Olivia Pilhar
A Àustria, Olivia Pilhar, de 6 anys l'any 1995, va ser diagnosticada amb un tumor de Wilms. Els seus pares consultaren la qüestió a Hamer i aquest diagnosticà que la seva existència era a causa de «diversos conflictes» i proposà un tractament que els pares varen decidir seguir. La salut de la nena va deteriorar-se i el tumor va créixer fins a pesar 4 quilos, fins al punt que les probabilitat de supervivència van valorar-se que serien del 10% Un tribunal de justícia austríac va exigir que li fos aplicat un tractament convencional amb quimioteràpia, i la nena finalment sobrevisqué. Els pares van ser condemnats a 8 mesos de presó amb pròrroga.

### Tesis antisemites
Hamer va defensar que la quimioteràpia i la morfina eren utilitzades com a eines d'una conspiració jueva amb l'objectiu de portar a terme un genocidi de la població no jueva. Així mateix, afirmà que el rebuig de les seves tesis i la revocació de la seva autorització per a exercir la medicina com a resultat d'aquesta conspiració. Això va portar-lo a ser acusat d'antisemita i que les seves tesis eren negacionistes, similars a les d'Iwan Götz, que fou actiu en el Moviment de ciutadans del Reich.

## Crítica mèdica i científica a les seves tesis
Per a l'Associació francesa per a la informació científica (AFIS):
| « | (francès) On pourrait assimiler la thérapeutique de cette médecine alternative à la psychothérapie. La médecine soigne le corps et la psychothérapie le psychisme mais dans le cas qui nous intéresse, le corps est dépossédé de son essence, de toute consistance, il n'est plus qu’un objet, un miroir de nos angoisses dans les mains du thérapeute. Il s'agit là d'une dérive pernicieuse de la médecine « psychosomatique ». Nos investigations sur la biologie totale et la Médecine Nouvelle nous ont amené à penser qu’il est de notre devoir de dénoncer les pratiques en relation avec ces pseudo-théories représentant un danger mortel potentiel pour tout patient qui y aurait recours. | (català) Es podria assimilar la terapèutica d'aquesta medicina alternativa a la psicoteràpia. La medicina cuida el cos i la psicoteràpia el psiquisme, però en aquest cas, el cos és desposseït de la seva essència, de tota consistència, i no és més que un objecte, un mirall de les nostres angoixes a les mans del terapeuta. Es tracta d'una deriva perniciosa de la medicina psicosomàtica. Les nostres investigacions sobre la biologia total i la nova medicina, ens porta a pensar que és el nostre deure denunciar que les pràctiques en relació amb aquestes pseudoteories represen un perill mortal potencial per a tot pacient que hi recorri | » |

Segons la lliga suïssa contra el càncer, no hi ha cap cas de ningú que hagi rebut tractament pel mètode Hamer publicat a la literatura mèdica i els testimoniatges als seus llibres són desproveïts de dades indispensables per a una avaluació mèdica seriosa, i les presentacions públiques de les seves investigacions no són científicament convincents.
De la mateixa manera, el centre alemany d'investigació contra el càncer la deutsche Krebsgesellschaft, l'associació mèdica alemanya i el consell alemany dels consumidors han expressat els seus desacords amb les teories de Hamer.
També promotors de mètodes alternatius contra el càncer expressen igualment el seu escepticisme i critiquen les seves provocacions i la seva manera de presentar les seves tesis.

### Subsistència dels pacients tractats per Hamer
En una carta al tribunal de cassació enviada per Hamer el 2 de desembre de 2004 després del seu empresonament a Fleury-Mérogis, volia defensar que el Ministeri Públic del Tribunal de Wiener Neustadt (Austria) hauria consignat a la seva petició que més del 90% dels vora 6.000 pacients que havia tractar haurien sobreviscut durant la seva estada a Heidelberg, tenint en compte que normalment la taxa era del 2 o 3%. No va proporcionar cap mena de document per donar suport a l'afirmació. L'únic possible estudi seria de la revista Spiegel, que mitjançant una enquesta portada per les autoritats alemanyes, va establir que de cinquanta pacients que van passar per Hamer, només en van sobreviure set.

### Disciplines derivades
Hamer i les seves teories han rebut el suport del belga Jean-Jacques Crèvecœur, que va realitzat un documental amb el títol «Seul contre tous» (Sol contra tots), on compara Hamer amb Galileu.
El metge Claude Sabbah, a França, va desenvolupar la que anomenà «biologia total», inspirada en les tesis de Hamer i que va portar-lo també a la presó el 2015. Paral·lelament, els seus alumnes, Gérard Athias i Christian Flèche, n'han continuat el llegat amb la biodescodificació (derivació que pren algunes de les tesis de Hamer i en rebutja d'altres). En altres llocs, com ara Catalunya, han sorgit seguidors d'aquesta última aproximació, com és el cas d'Enric Corbera. La biodescodificació és considerada per alguns experts com a pseudocientífica i no es basa en evidències científiques sòlides. A més, hi ha preocupacions sobre els possibles efectes negatius que pot tenir en la salut de les persones i el fet que pot portar a l'abandonament de tractaments mèdics efectius. No s'ha demostrat la seva eficàcia com a teràpia o tractament mèdic.
El col·legi de metges de Barcelona rebutja tot aquest seguit de pràctiques dins del conjunt de teràpies complementàries que accepta, en considerar que porten a abandonar els tractaments validats. El mateix col·legi va inhabilitar inicialment el 1995-1996 i posteriorment, per segona vegada, el 2017, Vicente Herrera, un metge que les exercia.
El 2017, l'Organització Mèdica Col·legial d'Espanya va denunciar diversos portals, entre els quals alguns que fan promoció de pràctiques derivades de la Nova Medicina Germànica.

## Publicacions
- Geerd Hamer, Ryke. Vermächtnis einer Neuen Medizin. Amici di Dirk, 1998. ISBN 978-3-926755-00-1.
- Geerd Hamer, Ryke. Summary of the New Medicine. Amici di Dirk, 2000. ISBN 978-84-930091-9-9.
- Geerd Hamer, Ryke. Krebs und alle sog. Krankheiten. Amici di Dirk, 2004. ISBN 84-96127-12-5.
- Geerd Hamer, Ryke. Einer gegen alle. Amici di Dirk, 2005. ISBN 978-84-96127-15-9.